# Сорін Опреску
Сорін Мірча Опреску (рум. Sorin Mircea Oprescu; нар. 7 листопада 1951, Бухарест) — міський (примар) голова Бухареста (у 2008 —2012, 2012 —2015 роках). Доктор медицини. Сенатор від Соціал-Демократичної партії (2000—2008).

## Біографія
З 2000 по 2008 рік був сенатором від Соціал-демократичної партії Румунії.
Тричі балотувався на пост примара Бухареста — в 1998, 2000 і 2008 роках.
Єдиний незалежний кандидат на виборах президента Румунії в 2009 році, зайняв 4-е місце, отримавши 12 % голосів виборців.